# 7628 Evgenifedorov
7628 Evgenifedorov è un asteroide della fascia principale. Scoperto nel 1977, presenta un'orbita caratterizzata da un semiasse maggiore pari a 2,6832968 UA e da un'eccentricità di 0,1784000, inclinata di 12,76587° rispetto all'eclittica.